# 百済徳男
百済 徳男 （くだら とくお、1939年2月2日 - ）は、日本の実業家。丸大食品株式会社代表取締役社長を経て、同社代表取締役会長。

## 人物・経歴
広島県出身。1957年私立呉港高校卒業。1960年丸大食品入社。1970年購買部長。1973年取締役に昇格。1981年常務取締役。2001年から代表取締役社長を務め、ハム・ソーの価格競争が進むなか、コスト削減やキャンペーンによる収益改善にあたり、妖怪ウォッチとのコラボレーションなども行った。2019年代表取締役会長。